# Нике от Пеоний
Нике от Пеоний е древногръцка статуя от храма на Зевс в Олимпия, изобразяваща крилатата богиня на победата Нике. Съхранява се в Археологическия музей в днешното село Древна Олимпия, наследило древногръцкия град Олимпия.
Надпис на основата казва, че статуята е посветена от месенийците и нопактийците за победата им срещу лакедамонците (спартанците) в Архидамианската (Пелопонеската) война, вероятно през 421 г. пр. Хр. Тя е творба на скулптора Пеоний Мендски от Халкидика, който също така е направил акротерия от храма на Зевс.
Нике е изваяна от пароски мрамор и има височина от 2,115 m, но с краищата на нейните (сега счупени) крила е стигала 3 m. В завършената си форма монументът с триъгълната си основа (8,81 m височина) е стоял на височина от 10,92 m, давайки впечатление за Нике, триумфално слизаща от планината Олимп. Датирана е към 421 г. пр. Хр.